# Epicauta major
Epicauta major är en skalbaggsart som beskrevs av Maurice Pic 1924. Epicauta major ingår i släktet Epicauta och familjen oljebaggar. Inga underarter finns listade i Catalogue of Life.